# 凱泰萊

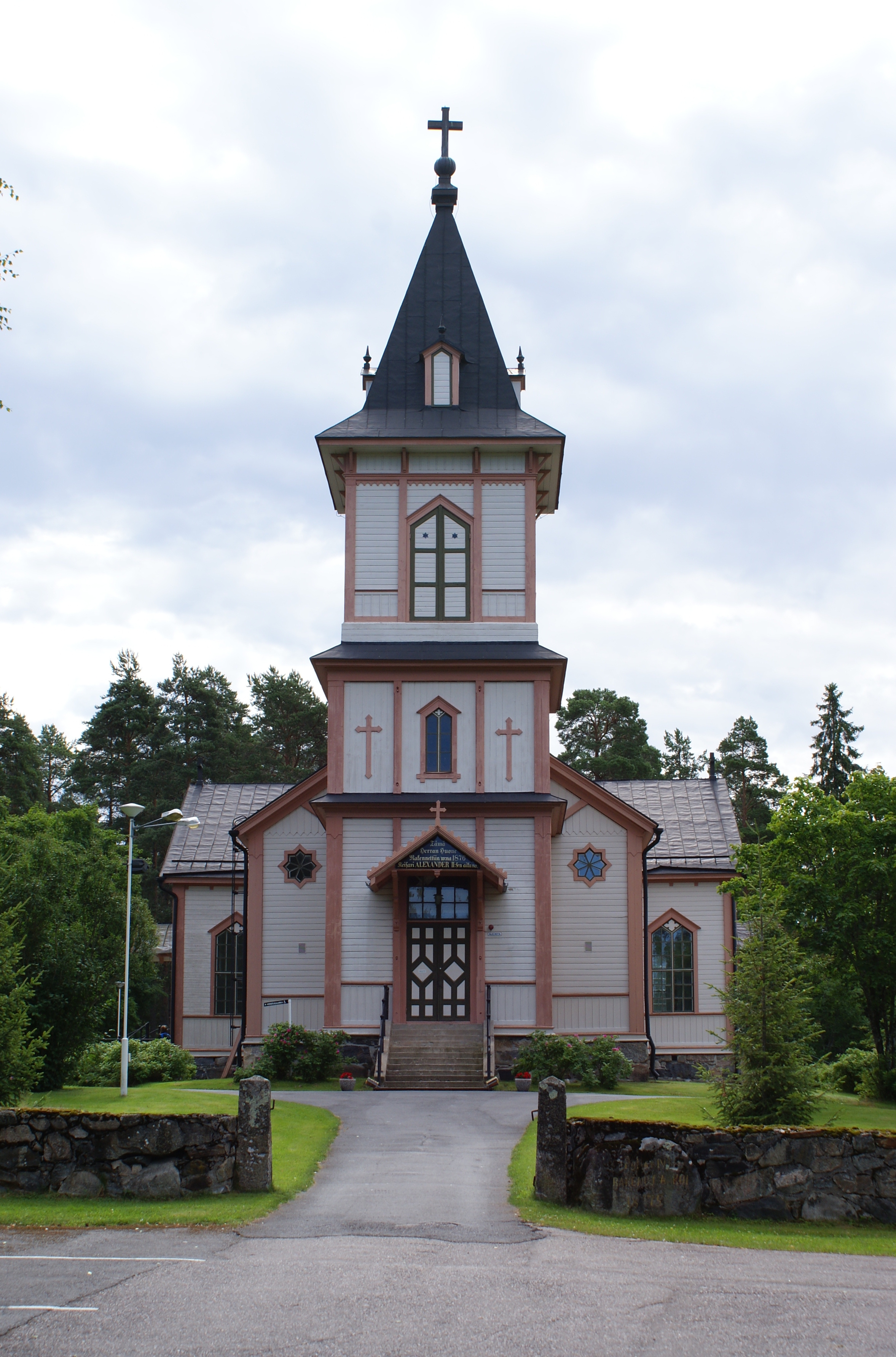
建于1876年的凯泰莱教堂

凱泰萊（芬蘭語：Keitele）是芬蘭北薩沃尼亞區的市鎮，位於該國中部。始建於1879年，面積578,30平方公里，其中95.39平方公里为水域。2020年1月底时人口2,203，人口密度為每平方公里4.56人。

## 外部連結
- 凯泰莱市镇官方网站（页面存档备份，存于） （文）